# 1995年パシフィックグランプリ
1995年パシフィックグランプリ (1995 Pacific Grand Prix) は、1995年のF1世界選手権第15戦として、1995年10月22日にTIサーキット英田（現岡山国際サーキット）で開催された。決勝は83周で争われ、予選3番手スタートのベネトンのミハエル・シューマッハが優勝した。ポールポジションを獲得したウィリアムズのデビッド・クルサードが2位に入り、チームメイトのデイモン・ヒルが3位に入った。シューマッハが優勝したことで、ヒルがポイントを超える可能性は消滅し、2戦を残してシューマッハのタイトルが確定した。
ヒルはバトルでの「力強さ」が感じられなかったことからイギリスのメディアからのプレッシャーを受けていた中、クルサードと並んでフロントローからレースが始まった。シューマッハは第1コーナーでヒルの外側から仕掛けたが、ヒルはそれを押さえた。しかし、フェラーリのジャン・アレジがイン側のラインから両者を抜いて2位に浮上した。その結果ヒルは3番手、シューマッハはゲルハルト・ベルガーに次ぐ5番手となった。シューマッハは最初のピットストップで新しいタイヤを装着し、アレジとヒルの先に出ることに成功した。これによって2ストップ戦略を採るクルサードに迫ることとなった。シューマッハはクルサードより各ラップで2秒速く走ることでその差を詰め、3度目のピットストップでついにトップに立った。

## レース概要

### 背景
本GPはシーズン第3戦として当初4月16日に開催の予定であったが、1月17日に発生した阪神・淡路大震災によって通信、インフラ設備が大きく損なわれたため、10月に延期された。
前戦までにベネトンのミハエル・シューマッハは82ポイントを獲得し、2位のウィリアムズのデイモン・ヒルに27ポイントの差を付けて首位に立っていた。残り3戦全てでヒルが勝利した場合、30ポイントが加えられるため、ヒルにはまだタイトルの可能性が残されていた。シューマッハはヒルが優勝したとしても、4位に入りさえすれば2戦を残して20ポイント以上の差となりタイトルが確定する。シューマッハ、ヒルに続くのは43ポイントのデビッド・クルサード、40ポイントのジョニー・ハーバート、ジャン・アレジであった。コンストラクターズ選手権ではベネトンが112ポイントで首位に立ち、ウィリアムズが92ポイントで後に続いた。本GPに先立つ2週間でデイモン・ヒルは激しい批判にさらされた。それはヨーロッパグランプリでのバトルで彼はシューマッハに対して十分に「力強く」なかったというものであった。レース前のインタビューで鈴木亜久里に代わってリジェに乗るマーティン・ブランドルは以下のように語った：
デイモンは2つの事をする必要がある。第一に、彼はチームが自らを完全にサポートするよう、来年のために自らをウィリアムズのナンバー1として確立させる必要がある。第二に、彼はレーサーとして自身を再確立する必要がある。たぶん、彼は自らを再確立するために、二、三度フロントホイールを失う必要がある。

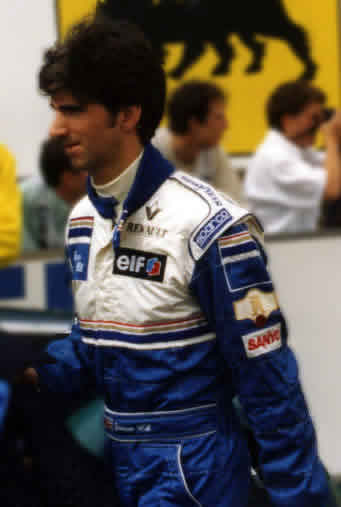
デイモン・ヒルはレース評論家によって批判された。

ヒルとタイトルを争うシューマッハは、ヒルは他車を追い抜こうと「いい加減な試み」をすることで、「問題を起こす」と語っている。このコメントは、後にヒルとシューマッハの間のレース前ミーティングにおける多くの口論に繋がった。最も有名なのはベルギーグランプリのもので、ここでヒルは、彼をブロックしたシューマッハを激しく非難した。10月19日に開催された世界モータースポーツ評議会ではドライバーのエチケットについて議論が行われ、彼らは問題に対する新しい規則を導入することを選択した。F1の理事会はそのシーズンに生じたヒルとシューマッハの接触事故の後、基本的に国際スポーツコードが強制されるとし、「ドライバーが故意に他のドライバーを危険にさらしたり、ストレート上で繰り返し妨げたりしないならば」ドライバーは自由にドライブできる、と強調した。
ウィリアムズはFW17の特性が英田のような高ダウンフォースのサーキットにマッチしていたことから、優勝候補と目され、ベネトンに対して優位にあった。ウィリアムズのペースに合わせようとしてベネトンは改良したリアサスペンションのジオメトリーをB195に導入した。
レース前に5名のドライバー変更が行われた。リジェの2台の内1台は第10戦のドイツからマーティン・ブランドルがドライブしていたが、鈴木亜久里がドライブすることとなった。マクラーレンはミカ・ハッキネンが虫垂炎の手術のため急遽欠場し、テストドライバーのヤン・マグヌッセンを代理として起用した。マグヌッセンはこれがF1デビュー戦となった。ティレルはポルトガルGPでのクラッシュのため欠場していた片山右京が復帰した。フットワークはマックス・パピスに代わってジャンニ・モルビデリが復帰、パシフィックではジャン＝デニス・ドゥレトラーズに代わってベルトラン・ガショーが復帰、両名ともシーズン開幕からのドライバーに代わって起用された。ドゥレトラーズはチームに対する持ち込み資金が十分でなかったため交代となった。チームは当初ドゥレトラーズに代えて山本勝巳をスポットで起用する予定であったが、FIAのスーパーライセンスが発行されなかったため、シーズン途中までパシフィックより参戦していたベルトラン・ガショーが復帰した。同様に、フォルティではロベルト・モレノに代えて野田英樹が起用される予定であったが、同じ理由で諦めざるを得なかった。野田は前年にラルースで3戦に出走したにもかかわらず、ライセンスが発行されなかった。

### プラクティス及び予選
プラクティスセッションは2回行われる。最初は金曜の午前、2回目は土曜日の午前。両セッションとも1時間45分行われ、天候は両日を通じてドライであった。シューマッハは第1セッションで1:16.057の最速タイムを記録し、2位のヒル、3位のクルサードよりも0.3秒速かった。フェラーリの2台、ゲルハルト・ベルガーとジャン・アレジが4位、5位に続き、マクラーレンのマーク・ブランデルが6位となった。2回目のセッションでクルサードが1:15.730でシューマッハを上回った。ヒルは0.3秒差でこれに続いた。ジョーダンのエディ・アーバインが4位、クルサードから0.7秒遅れであった。フェラーリの2台は3位がアレジ、5位がベルガーであった。ベネトンの2台はシューマッハが6位、ハーバートが7位。ザウバーのハインツ＝ハラルド・フレンツェンとジャン＝クリストフ・ブイヨンは8位と10位、間にジョーダンのルーベンス・バリチェロが入った。

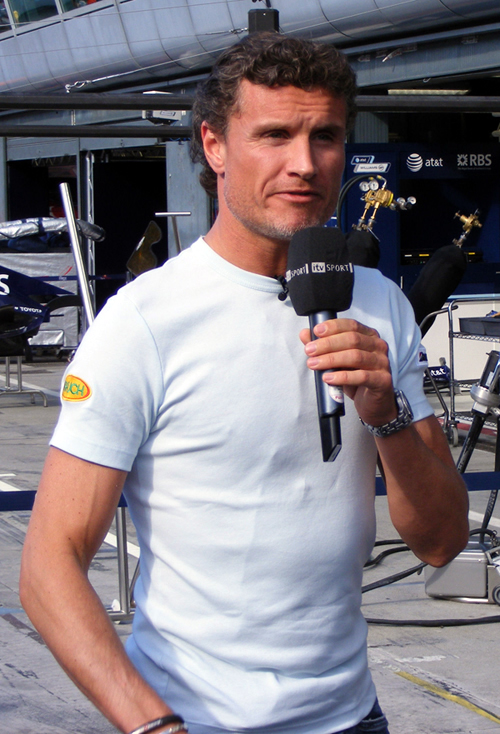
ウィリアムズのデビッド・クルサードがポールポジションを獲得した。（写真は、レッドブル時代）

予選は1時間のセッションが2回となる。最初のセッションは金曜の午後、2回目のセッションは土曜の午後に行われた。それぞれのセッションでの最速タイムがスターティンググリッドの順位となる。クルサードは1:14.013で、4戦連続でのポールポジションを獲得した。彼はチームメイトのヒルと共にフロントローに並んだ。ヒルのタイムはクルサードから0.2秒遅れであった。ベネトンのシューマッハが3位に入った。シューマッハは予選両日ともダウンフォースを減らし、ウィリアムズに肉薄した。シューマッハの最後の走行は2回目のセッション終了直前に行われ、そのプレッシャーでクルサードはシューマッハをカバーするためピットを出ざるを得なかった。従ってクルサードはスリックタイヤの追加セットを使用した。これはFIAの設定したスリックタイヤ7セット以外のセットを使用したこととなり、レースでは新品タイヤを2セットしか使えないことになる。これに対してシューマッハは新品タイヤ3セットを使用できるアドバンテージを持つこととなった。ヒルはコースの汚れた側（レーシングラインの反対側）からスタートすることを懸念し、レースで使用できる新品タイヤは2セットしか持っていなかった。
ベルガーは予選後半にグラベルにコースアウトしたが、4位となった。チームメイトのアレジは5位、アーバインはシーズンで自己最高の6位となった。ルーキーのマグヌッセンは、2回のセッションでミスすること無くチームメイトのブランデルから2ポジション後の12位となった。このグランプリで復帰した亜久里、右京、モルビデリ、井上、ガショーはそれぞれ13位、17位、19位、20位、24位となり、トップから最下位まで7.392秒に収まった。

### 決勝
決勝のコンディションはドライで、気温は21 °C (70 °F)であった。ウォームアップは09:30 JST (GMT +8) に始まり、30分間行われた。ウィリアムズの2台は予選から好調で、クルサードは1:16.831のファステストタイムをたたき出した。ヒルは3番手となり、間にザウバーのブイヨンが入って2番手となった。リジェのオリビエ・パニスが4番手となり、ヒルから0.8秒差であった。ヒルはスペアカーを使用し、コースの内側を走行してほこりっぽい部分をきれいにしようと努力した。シューマッハはコースアウトしてマシンにダメージを受けながらもセッションを8位で終えた。TIサーキット英田は交通アクセスが不十分な上、日本GPが1週間後に備えていたことから、決勝日の観衆はほんの15,000名に過ぎなかった。
レースは14:00ちょうどに始まった。ポールポジションからスタートしたクルサードはトップで第1コーナーに突っ込んだ。ヒルはクルサードと並ぶポジションにいたが、スタートに失敗した。シューマッハは第1コーナーでヒルの外側から仕掛けようと試みたが、ヒルはそれを阻止した。両者はレーシングラインを外れ、アレジが2位に浮上するのを許した。第1ラップの終わりまでにクルサードは2位のアレジに2.8秒の差を付け、3位のヒルはそこから0.3秒差であった。ベルガーが4位、シューマッハは5位に沈んだ。パシフィックのベルトラン・ガショーは2ラップ目にギアボックスに問題が生じ、このレースでリタイアした初のドライバーとなった。続いて亜久里とブイヨンがスピンしてコースアウト、両者ともリタイアした。ブイヨンは彼の前でミナルディのペドロ・ラミーがふらついたことがスピンの原因になったと訴えた。シューマッハは5ラップ目にベルガーをパスして4位に浮上、アレジからわずか数秒遅れで走行する3位のヒルにすぐに接近した。シューマッハは11ラップ目のヘアピンカーブでヒルにアタックしたが、ヒルはそれを退けた。ヒルとシューマッハは彼らより遅いフェラーリに遮られ、クルサードは序盤の8周でラップごとに1秒の差を積み重ねていった。18ラップ目にクルサードと2位の差は14秒まで広がり、クルサードの勝利は確実な物と思われた。

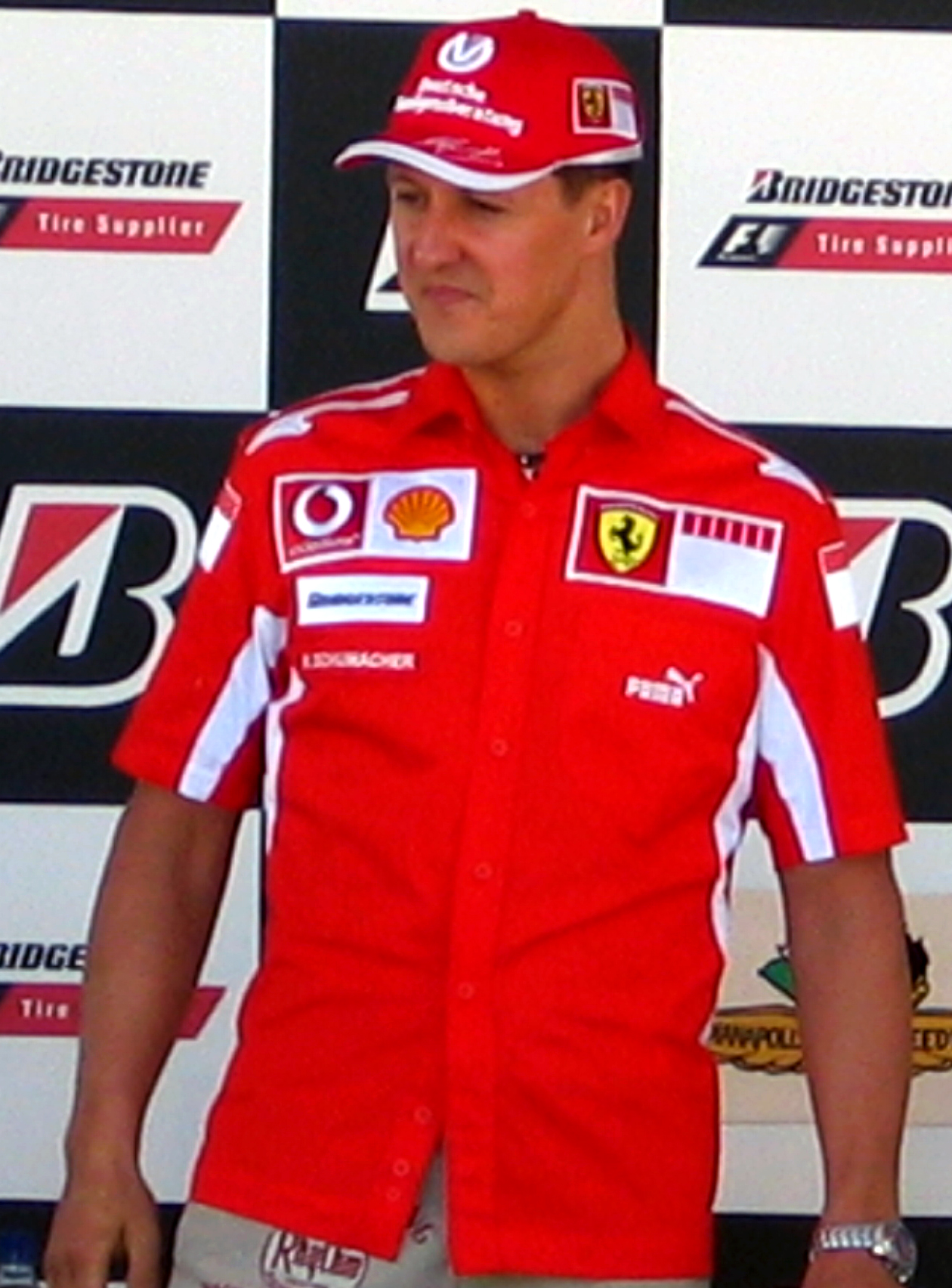
1995年シーズンのタイトルを獲得したミハエル・シューマッハ（写真はフェラーリ時代の物）

3ストップ戦略を採るアレジ、ヒル、シューマッハは18ラップ目に最初のピットインをした。ベネトンのピットクルーは手際良く作業を行い、シューマッハはアレジとヒルの前に出た。ヒルのクルーは燃料バルブでの不手際で時間を浪費し、シューマッハの約2倍の時間を費やした。シューマッハは4位（クルサード、ピットストップを済ませたベルガー、ハーバートに次ぐ）でコースに復帰し、アレジは7位（シューマッハとの間にアーバイン）、ヒルは10位（アレジとの間にフレンツェンとブランデル）で復帰した。アレジとヒルは2ストップ戦略のスローランナーに前を遮られ、その間にシューマッハは彼らを引き離しクルサードに迫っていった。次のラップでブランデルがピットインし、22ラップ目にヒルはフレンツェンをパスした。次のラップにアレジがヘアピンでアーバインをパスし、ヒルはアレジに続こうとしたが、フロントウィングがアーバインの車に接触、ダメージを負った。アーバインは25ラップ目の終わりにピットインし、ヒルは再び邪魔されること無くアレジを追い始めた。クルサードはチームメイト同様に3回のピットストップを行う予定であったが、その戦略は変更され2回のピットストップで、当初のスケジュールより6周多く走行することとなった。彼は24ラップ目に最初のピットインを行ったが、予定より多めに燃料を補給した。その結果、少なめの燃料を積み車重の軽いシューマッハが、ラップごとに一貫してその差を詰めていった。井上は38ラップ目にエンジントラブルでリタイアした。
シューマッハは38ラップ目に二度目のピットインを行い、3位のアレジの直前でコース復帰したが、依然クルサードとは20秒以上の差があった。シューマッハは直ちにファステストラップを重ね始め、再びクルサードを追撃した。ヒルとアレジは38ラップ目と39ラップ目に2度目のピットインを行い、この間にヒルはアレジの前、3位に浮上した。アレジは45ラップ目のヘアピンでベルガーにパスされ、5位に後退した。クルサードは最後となる2回目のピットストップを49ラップ目に行い、ニュータイヤに履き替えた。この時点でシューマッハとの間には14秒の差があり、両者の差は広がり続けた。クルサードはコース復帰後周回遅れの渋滞にとらわれ、ニュータイヤのアドバンテージを活用することができなかった。シューマッハは21秒のアドバンテージを保ったまま、最後となる3度目のピットストップを60周目に行い、クルサードの前でコースに復帰した。シューマッハは差を15秒に広げ、83周、タイムは1:48:49.972でシーズン8勝目を挙げた。ヒルは3位となり、2戦を残してシューマッハが1995年のタイトルを獲得した。彼はまた史上最年少で2度のワールドタイトルを獲得したドライバーとなった。クルサードは14秒差で2位に入った。フェラーリのベルガーとアレジは4位と5位に入ったが、シューマッハはレース終盤で両者を周回遅れにした。ベルガーはレースを通してミスファイヤに苦しめられた。ハーバートはフレンツェン、パニス、ブランデルを押さえて6位に入り、ポイントを獲得した。バリチェロとマグヌッセンはレースを通して10位を争い、37周目までマグヌッセンがバリチェロを押さえたが、バリチェロはヘアピンでこれを追い抜いた。しかしながらバリチェロは67周目にエンジントラブルでリタイア、マグヌッセンが10位に入った。マグヌッセンのF1デビューは「Autocourse」誌の年鑑で「完成度が高い」と評された。アーバインは予選で印象的なパフォーマンスを発揮し、決勝でも8位を争ったが、72周目に予定外のピットストップを行った後11位に後退した。24台中17台が完走し、リタイア率は低かった。

### 決勝後
レース後にシューマッハは、最後のピットストップの後に低速ギアへの切り換えに問題を抱えていたことを明らかにした。彼のステアリングはウォーニングランプが点灯し、最終ラップを走り切れたことは幸運だったと語った。彼は「完璧な」最初のストップがアレジとヒルの前に出ることを助けたとピットクルーを称えた。彼は「このチームのような戦略を考え出す能力を見たことが無い」とし、彼らは決して「このシーズン1つの誤り」もしなかった、と語った。パルクフェルメを通り抜ける間、カメラの外でシューマッハとヒルは、ベルギーGPからの論争を再燃させた。それは第1コーナーでのブロックに関する物であった。シューマッハはヒルに対してレースを通して彼のドライビングが不満だったと語った。特に、シューマッハが1周目と11周目にオーバーテイクしようとしたとき、彼はヒルが「ブレーキテスト」をしたと感じたとした。ヒルはシューマッハの主張に対して次のように反論した：
マイケルは、レースにおいて僕が二三度行った行為に対して不満だった。そして彼は僕のドライビングに対して不満を語った。僕はそれは奇妙なことだと思う。現在の状況は、意図的に危険ではない限り僕達が望む通り完全に自由にドライブすることができる。従って僕はそのスタイルにおいてドライブし、彼はそれが好きではなかった。僕達がバックストレートの終わりのブレーキングエリアに入ったとき、僕が何か間違ったことをしたのでなければ、彼は不満を持つべきでは無い…。しかし、僕は何も間違っていない。彼には一つのルールがあり、その時々に皆に別のルールがあるように思う。僕はあなたもそれに同意すると思う。そして不満があるべきではなく、またはルールがあり、あなたはそれらに固執する必要がある。僕は去年よりも良く強いドライバーであり、来年は積み上げることができると思う。マイケルは明らかに誰にも勝る利点を持っており、僕が勝つためには、その後、彼をオーバーホールする必要がある。
ヒルのコメントにもかかわらず、その貧弱なパフォーマンスに対するイギリスメディアによる批判は続いた。ウィリアムズが1996年シーズンはヒルに代えてフレンツェンを起用するのではないかという憶測が高まった。噂にもかかわらずチームのボス、フランク・ウィリアムズは次戦の日本グランプリに向けて「曖昧でない信任投票」を与えた。シューマッハは日本GPに先がけてビデオ映像を視聴し、その後意見を変えてヒルを非難することは無かった。
2位に入ったクルサードはインタビューの間に、ウィリアムズのピットクルーにストップを遅らせるよう伝えて、3ストップから2ストップに変更したのは彼の決定であると明らかにした。その後、彼は後知恵で3ストップ戦略を維持したかったとし、「この決定について誰かを非難できたけれども、僕にはできない」と語った。TIサーキット英田で開催されたF1レースは今回が最後となり、パシフィックグランプリとしても最後となった。サーキットの経営陣は財政的に収益が上げられないとした。

## 結果

### 予選
| 順位                                                        | No | ドライバー                       | コンストラクター        | Q1       | Q2       | 差     |
| ----------------------------------------------------------- | -- | -------------------------------- | ----------------------- | -------- | -------- | ------ |
| 1                                                           | 6  | デビッド・クルサード             | ウィリアムズ-ルノー     | 1:14.182 | 1:14.013 | -      |
| 2                                                           | 5  | デイモン・ヒル                   | ウィリアムズ-ルノー     | 1:14.289 | 1:14.213 | +0.200 |
| 3                                                           | 1  | ミハエル・シューマッハ           | ベネトン-ルノー         | 1:14.524 | 1:14.284 | +0.271 |
| 4                                                           | 27 | ジャン・アレジ                   | フェラーリ              | 1:14.919 | 1:15.131 | +0.906 |
| 5                                                           | 28 | ゲルハルト・ベルガー             | フェラーリ              | 1:14.974 | 1:15.125 | +0.961 |
| 6                                                           | 15 | エディ・アーバイン               | ジョーダン-プジョー     | 1:15.696 | 1:15.354 | +1.341 |
| 7                                                           | 2  | ジョニー・ハーバート             | ベネトン-ルノー         | 1:15.561 | 1:15.556 | +1.543 |
| 8                                                           | 30 | ハインツ＝ハラルド・フレンツェン | ザウバー-フォード       | 1:15.942 | 1:15.561 | +1.548 |
| 9                                                           | 26 | オリビエ・パニス                 | リジェ-無限ホンダ       | 1:17.071 | 1:15.621 | +1.608 |
| 10                                                          | 7  | マーク・ブランデル               | マクラーレン-メルセデス | 1:15.652 | 1:16.166 | +1.639 |
| 11                                                          | 14 | ルーベンス・バリチェロ           | ジョーダン-プジョー     | 1:16.263 | 1:15.774 | +1.761 |
| 12                                                          | 8  | ヤン・マグヌッセン               | マクラーレン-メルセデス | 1:16.339 | 1:16.368 | +2.326 |
| 13                                                          | 25 | 鈴木亜久里                       | リジェ-無限ホンダ       | 1:17.019 | 1:16.519 | +2.506 |
| 14                                                          | 23 | ペドロ・ラミー                   | ミナルディ-フォード     | 1:17.224 | 1:16.596 | +2.583 |
| 15                                                          | 29 | ジャン＝クリストフ・ブイヨン     | ザウバー-フォード       | 1:16.646 | 1:23.791 | +2.633 |
| 16                                                          | 24 | ルカ・バドエル                   | ミナルディ-フォード     | 1:17.612 | 1:16.887 | +2.874 |
| 17                                                          | 3  | 片山右京                         | ティレル-ヤマハ         | 1:17.265 | 1:17.014 | +3.001 |
| 18                                                          | 4  | ミカ・サロ                       | ティレル-ヤマハ         | 1:17.213 | 1:17.235 | +3.200 |
| 19                                                          | 9  | ジャンニ・モルビデリ             | フットワーク-ハート     | 1:18.288 | 1:18.114 | +4.101 |
| 20                                                          | 10 | 井上隆智穂                       | フットワーク-ハート     | 1:19.471 | 1:18.212 | +4.199 |
| 21                                                          | 21 | ペドロ・ディニス                 | フォルティ-フォード     | 1:20.555 | 1:19.579 | +5.566 |
| 22                                                          | 22 | ロベルト・モレノ                 | フォルティ-フォード     | 1:19.745 | 1:19.779 | +5.732 |
| 23                                                          | 17 | アンドレア・モンテルミニ         | パシフィック-フォード   | 1:22.096 | 1:20.093 | +6.080 |
| 24                                                          | 16 | ベルトラン・ガショー             | パシフィック-フォード   | 1:22.710 | 1:21.405 | +7.392 |
| Source: 太字は2つの内速いタイム。これでグリッドが決定した。 |    |                                  |                         |          |          |        |

### 決勝
| 順位    | No | ドライバー                       | コンストラクター        | 周回 | タイム       | グリッド | ポイント |
| ------- | -- | -------------------------------- | ----------------------- | ---- | ------------ | -------- | -------- |
| 1       | 1  | ミハエル・シューマッハ           | ベネトン-ルノー         | 83   | 1:48:49.972  | 3        | 10       |
| 2       | 6  | デビッド・クルサード             | ウィリアムズ-ルノー     | 83   | +14.920      | 1        | 6        |
| 3       | 5  | デイモン・ヒル                   | ウィリアムズ-ルノー     | 83   | +48.333      | 2        | 4        |
| 4       | 28 | ゲルハルト・ベルガー             | フェラーリ              | 82   | +1 lap       | 5        | 3        |
| 5       | 27 | ジャン・アレジ                   | フェラーリ              | 82   | +1 lap       | 4        | 2        |
| 6       | 2  | ジョニー・ハーバート             | ベネトン-ルノー         | 82   | +1 lap       | 7        | 1        |
| 7       | 30 | ハインツ＝ハラルド・フレンツェン | ザウバー-フォード       | 82   | +1 lap       | 8        |          |
| 8       | 26 | オリビエ・パニス                 | リジェ-無限ホンダ       | 81   | +2 laps      | 9        |          |
| 9       | 7  | マーク・ブランデル               | マクラーレン-メルセデス | 81   | +2 laps      | 10       |          |
| 10      | 8  | ヤン・マグヌッセン               | マクラーレン-メルセデス | 81   | +2 laps      | 12       |          |
| 11      | 15 | エディ・アーバイン               | ジョーダン-プジョー     | 81   | +2 laps      | 6        |          |
| 12      | 4  | ミカ・サロ                       | ティレル-ヤマハ         | 80   | +3 laps      | 18       |          |
| 13      | 23 | ペドロ・ラミー                   | ミナルディ-フォード     | 80   | +3 laps      | 14       |          |
| 14      | 3  | 片山右京                         | ティレル-ヤマハ         | 80   | +3 laps      | 17       |          |
| 15      | 24 | ルカ・バドエル                   | ミナルディ-フォード     | 80   | +3 laps      | 16       |          |
| 16      | 22 | ロベルト・モレノ                 | フォルティ-フォード     | 78   | +5 laps      | 22       |          |
| 17      | 21 | ペドロ・ディニス                 | フォルティ-フォード     | 77   | +6 laps      | 21       |          |
| Ret     | 14 | ルーベンス・バリチェロ           | ジョーダン-プジョー     | 67   | 電気系       | 11       |          |
| Ret     | 9  | ジャンニ・モルビデリ             | フットワーク-ハート     | 63   | エンジン     | 19       |          |
| Ret     | 10 | 井上隆智穂                       | フットワーク-ハート     | 38   | 電気系       | 20       |          |
| Ret     | 17 | アンドレア・モンテルミニ         | パシフィック-フォード   | 14   | ギアボックス | 23       |          |
| Ret     | 25 | 鈴木亜久里                       | リジェ-無限ホンダ       | 10   | スピン       | 13       |          |
| Ret     | 29 | ジャン＝クリストフ・ブイヨン     | ザウバー-フォード       | 7    | スピン       | 15       |          |
| Ret     | 16 | ベルトラン・ガショー             | パシフィック-フォード   | 2    | ギアボックス | 24       |          |
| Source: |    |                                  |                         |      |              |          |          |

## 第15戦終了時点でのランキング
| 順位 | ドライバー             | ポイント |
| ---- | ---------------------- | -------- |
| 1    | ミハエル・シューマッハ | 92       |
| 2    | デイモン・ヒル         | 59       |
| 3    | デビッド・クルサード   | 49       |
| 4    | ジャン・アレジ         | 42       |
| 5    | ジョニー・ハーバート   | 41       |

| 順位 | コンストラクター        | ポイント |
| ---- | ----------------------- | -------- |
| 1    | ベネトン-ルノー         | 123      |
| 2    | ウィリアムズ-ルノー     | 102      |
| 3    | フェラーリ              | 73       |
| 4    | マクラーレン-メルセデス | 21       |
| 5    | ジョーダン-プジョー     | 18       |

- 注：ドライバー、コンストラクター共にトップ5のみ表示。

## 参照
1. 1 2 3 4 5 6 7 8 9 10 11 12 13 14 15 16 17 18 19 20 21 22 23  Henry, Alan (December 1995) [1995]. “1995 Grands Prix: Pacific Grand Prix”. Autocourse 1995-96. Hazleton Publishing. pp. 214-215. ISBN 1-874557-36-5
2. 1 2 3  “1995 Pacific Grand Prix”.   The Official Formula 1 Website. 2008年4月25日閲覧。
3. 1 2  “Schumacher is World Champion”. GrandPrix.com.   Inside F1 (1995年10月23日). 2008年3月3日閲覧。
4. 1 2  Walker, Murray (Commentator) (22 October 1995). Grand Prix: Pacific (Television production). BBC.  該当時間: 24:00-24:30. Damon Hill has had a lot of criticism for not being "forceful" enough, well it's a very different point of view from inside the cockpit.
5. 1 2 3 4 5  “Grand Prix Results: Pacific GP, 1995”. GrandPrix.com.   Inside F1. 2007年4月17日時点のオリジナルよりアーカイブ。2007年3月20日閲覧。
6. ↑  “Formula 1 calendar rethink”. GrandPrix.com.   Inside F1 (1995年2月6日). 2008年4月26日閲覧。
7. 1 2  Roebuck, Nigel (22 October 1995). “Schumacher prepares countdown to title - Motor Racing”. The Sunday Times (Times Newspapers):  2/19.
8. 1 2  “Champion in all but name”. GrandPrix.com.   Inside F1 (1995年10月16日). 2008年4月26日閲覧。
9. 1 2 3 4 5 6 7 8  Henry, Alan (December 1995) [1995]. “1995 Grands Prix: Pacific Grand Prix”. Autocourse 1995-96. Hazleton Publishing. p. 209. ISBN 1-874557-36-5
10. 1 2  Holt, Oliver (20 October 1995). “Hill under fire for conceding championship - Motor Racing”. The Times (Times Newspapers).
11. ↑  “Grand Prix Results: Belgium GP, 1995”. GrandPrix.com.   Inside F1. 2007年4月3日時点のオリジナルよりアーカイブ。2007年3月20日閲覧。
12. 1 2 3 4 5 6 7 8 9  Henry, Alan (December 1995) [1995]. “1995 Grands Prix: Pacific Grand Prix”. Autocourse 1995-96. Hazleton Publishing. p. 211. ISBN 1-874557-36-5
13. ↑  Saward, Joe (1995年12月1日). “News Feature - 1995 Formula 1 Review”. GrandPrix.com.   Inside F1. 2008年8月17日閲覧。
14. ↑  “Magnussen impresses for McLaren”. GrandPrix.com.   Inside F1 (1995年10月23日). 2008年4月17日閲覧。
15. ↑  “Tyrrell drive up for grabs”. GrandPrix.com.   Inside F1 (1995年10月2日). 2008年4月17日閲覧。
16. ↑  Henry, Alan (December 1995) [1995]. “1995 FIA World Championship”. In Henry, Nick. Autocourse 1995-96. Hazleton Publishing. p. 232. ISBN 1-874557-36-5
17. ↑  Domenjoz, Luc (1995). “The 17 Grand Prix - Pacific Grand Prix”. Formula 1 Yearbook 1995. Chronosports Editeur. p. 199. ISBN 2-940125-06-6
18. ↑  Dodgins, Tony (26 October 1995). “Pacific GP: F1 team by team”. Autosport 141 (4):  41, 43.
19. 1 2  “Pacific Grand Prix - 95”.   Gale Force F1. 2006年8月20日時点のオリジナルよりアーカイブ。2008年4月17日閲覧。
20. ↑  “1995 - Coulthard, David”.   The Official Formula 1 Website. 2008年7月9日時点のオリジナルよりアーカイブ。2008年8月19日閲覧。
21. ↑  “Pacific Grand Prix: 2nd Qualifying”.   Gale Force F1. 2006年8月20日時点のオリジナルよりアーカイブ。2008年4月17日閲覧。
22. 1 2  Henry, Alan (December 1995) [1995]. “1995 Grands Prix: Pacific Grand Prix”. Autocourse 1995-96. Hazleton Publishing. p. 210. ISBN 1-874557-36-5
23. ↑  Walker, Murray (Commentator) (22 October 1995). Grand Prix: Pacific (Television production). BBC.  該当時間: 13:30-14:00. And this morning, Michael Schumacher went off the track and damaged his race car tore off the barge board part of the aerodynamics on the left side of the car.
24. ↑  Domenjoz, Luc (1995). “The 17 Grand Prix - Pacific Grand Prix”. Formula 1 Yearbook 1995. Chronosports Editeur. p. 198. ISBN 2-940125-06-6
25. ↑  Walker, Murray (Commentator) (22 October 1995). Grand Prix: Pacific (Television production). BBC.  該当時間: 19:15-19:40. Information from on-screen rundown of lead positions at the end of lap one.
26. 1 2 3 4 5  FIA Formula 1 World Championship - 1995 Season Review (VHS). Duke Video. 11 December 1995.  該当時間: 2:26:00-2:34:00. EAN-13 5 017559 034955. 2008年8月20日閲覧。
27. 1 2 3  Holt, Oliver (1995-10-23). “Angry Hill fuels Pacific war of words - Pacific Grand Prix”. The Times (Times Newspapers).
28. 1 2  Henry, Alan (December 1995) [1995]. “1995 Grands Prix: Pacific Grand Prix”. Autocourse 1995-96. Hazleton Publishing. p. 212. ISBN 1-874557-36-5
29. ↑  Hill, Damon (November 1995) [1996]. Damon Hill: My Championship Year. Little, Brown and Company. pp. 163-168. ISBN 1-874557-36-5
30. 1 2  Henry, Alan (December 1995) [1995]. “1995 Grands Prix: Japanese Grand Prix”. Autocourse 1995-96. Hazleton Publishing. p. 218. ISBN 1-874557-36-5
31. ↑  “Finally a 1996 Formula 1 calendar!”. GrandPrix.com.   Inside F1 (1995年10月16日). 2008年8月26日閲覧。

| 前戦 1995年ヨーロッパグランプリ       | FIA F1世界選手権 1995年シーズン | 次戦 1995年日本グランプリ |
| 前回開催 1994年パシフィックグランプリ | パシフィックグランプリ          |                           |